# Kōta Hattori
Kōta Hattori (jap. 服部 公太 Hattori Kōta; ur. 22 listopada 1977) – japoński piłkarz występujący na pozycji pomocnika.

## Kariera klubowa
Od 1996 do 2012 roku występował w klubach Sanfrecce Hiroszima i Fagiano Okayama.